# IC 1813
IC 1813 — галактика типу S0-a (спіральна галактика) у сузір'ї Піч.
Цей об'єкт міститься в оригінальній редакції індексного каталогу.